# 大阪市立東三国小学校
大阪市立東三国小学校（おおさかしりつ ひがしみくにしょうがっこう）は、大阪府大阪市淀川区にある公立小学校。
1961年に大阪市立北中島小学校から分離開校した。地域とのつながりによる学習や、異文化学習などに力を入れている。また校内には、大阪市電の廃止車両（3018号車）が保存されている。

## 沿革
- 1961年 - 大阪市立東三国小学校として創立。
- 1969年 - 大阪市電を校内に設置。当初は臨時の学校図書館として活用。
- 1982年 - 大阪市立新東三国小学校開校に伴い校区変更。

## 通学区域
- 大阪市淀川区 十八条1丁目、東三国5丁目・6丁目。

卒業生は大阪市立東三国中学校に進学する。

## 出身者
- 住田洋 - テレビ愛媛アナウンサー（1982年の校区変更に伴い西三国小学校から編入）

## 交通
- Osaka Metro御堂筋線 東三国駅 北へ約600m。